# Sundsvalls stadsbibliotek
Sundsvalls stadsbibliotek har sitt huvudbibliotek i Kulturmagasinet, i Sundsvalls centrum. I Sundsvall finns 7 närbibliotek/filialer fördelade på flera olika stadsdelar.
Sundsvalls stadsbibliotek har även en bokbuss, Mobibblan, som når 68 hållplatser inom Sundsvalls kommun och som erbjuder bibliotekets tjänster.
Mobidig är Sundsvalls stadsbiblioteks mobila och digitala upplevelsecenter. Målet är att inspirera medborgare och dennes verksamhet att bli mer digitalt delaktiga. Sundsvall stadsbibliotek åker ut till din förening, verksamhet eller ditt närmsta bibliotek kostnadsfritt. Mobidig är utrustad med digitala verktyg till exempel VR-teknik, olika robotar, läsplattor och mycket mer. De erbjuder workshops för barn, ungdomar och vuxna enligt önskemål.
För barn och ungdomar erbjuder Sundsvalls stadsbibliotek till exempel programmering, skapa digitala böcker och prova att göra film. För vuxna visar de till exempel hur du kan hantera en smartmobil eller surfplatta, hur du kan ladda ner olika appar och hur du kan använda e-legitimation för att betala räkningar med mera.
Mobidig drivs med stöd av Kulturrådet.
Innan flytten till Kulturmagasinet 1997 huserade huvudbiblioteket i det som numera kallas Tornhuset på Köpmangatan, sedan 1939.

## Utmärkelser

### Sundsvalls läsfrämjare
Sundsvalls läsfrämjare är en utmärkelse som delas ut vart annat år av Sundsvalls stadsbibliotek för att visa uppskattning för förtjänstfulla läsfrämjande insatser inom Sundsvalls kommun, och för att uppmuntra till fortsatt läsfrämjande arbete.  Nomineringar mottages av Sundsvallsbor och årets vinnare utses därefter av en jury från Sundsvalls stadsbibliotek.
Utmärkelsen Sundsvalls läsfrämjare är en skulptur signerad av Sundsvallskonstnären Björn Gimstedt. Skulpturen kommer att vandra vidare till nya läsfrämjare varje år.  I samband med att vinnaren mottager utmärkelsen så får denne tillkännage sina aktuella boktips. 

#### Utmärkelsens programförklaring
"Alla i Sundsvall, oavsett bakgrund, och med utgångspunkt i vars och ens förutsättningar, ska ges möjlighet att utveckla en god läsförmåga och ha tillgång till litteratur av hög kvalitet. Detta förutsätter att det finns människor som förmedlar läsinspiration och brinner för att göra läsningen tillgänglig för fler." 

#### Vinnare av Årets läsfrämjare
| År            | Vinnare                |
| ------------- | ---------------------- |
| 2024 och 2025 | Eveline Santner        |
| 2022 och 2023 | Kullerbyttans förskola |
| 2021          | Agneta Norrgård        |
| 2020          | Agneta Norrgård        |
| 2019          | Eivor Schultz          |
| 2018          | Tomas Jonsson          |

### Årets bokväckare
Väck boken var ett projekt som var ett samarbete mellan Sundsvalls stadsbibliotek samt femårsgrupperna på förskolorna Copernicus i Kvissleby samt Vreten i Nacksta. Projektet valdes till 2023 Årets bokväckare av kulturrådet. Motiveringen var ”För att de visat hur folkbibliotek och förskola kan gå hand i hand, med en koffert fylld av ylande vargar, molnbullar och Tryntroll. När barnen fått dela med sig av sina erfarenheter – och väckt bok på bok – har de samtidigt gjort biblioteken till sina egna.” 

## Filialer
- Alnö
- Indal
- Kulturmagasinet
- Kvissleby
- Ljustadalen
- Matfors
- Mobibblan
- Nacksta
- Stöde